# Dewas
Dewas (en hindi: देवास ) es una localidad de la India, centro administrativo del distrito de Dewas en el estado de Madhya Pradesh.

## Geografía
Se encuentra a una altitud de 539 m s. n. m. a 247 km de la capital estatal, Bhopal, en la zona horaria UTC +5:30.

## Demografía
Según estimación 2010 contaba con una población de 304 587 habitantes.